# Nicolas Béatrizet

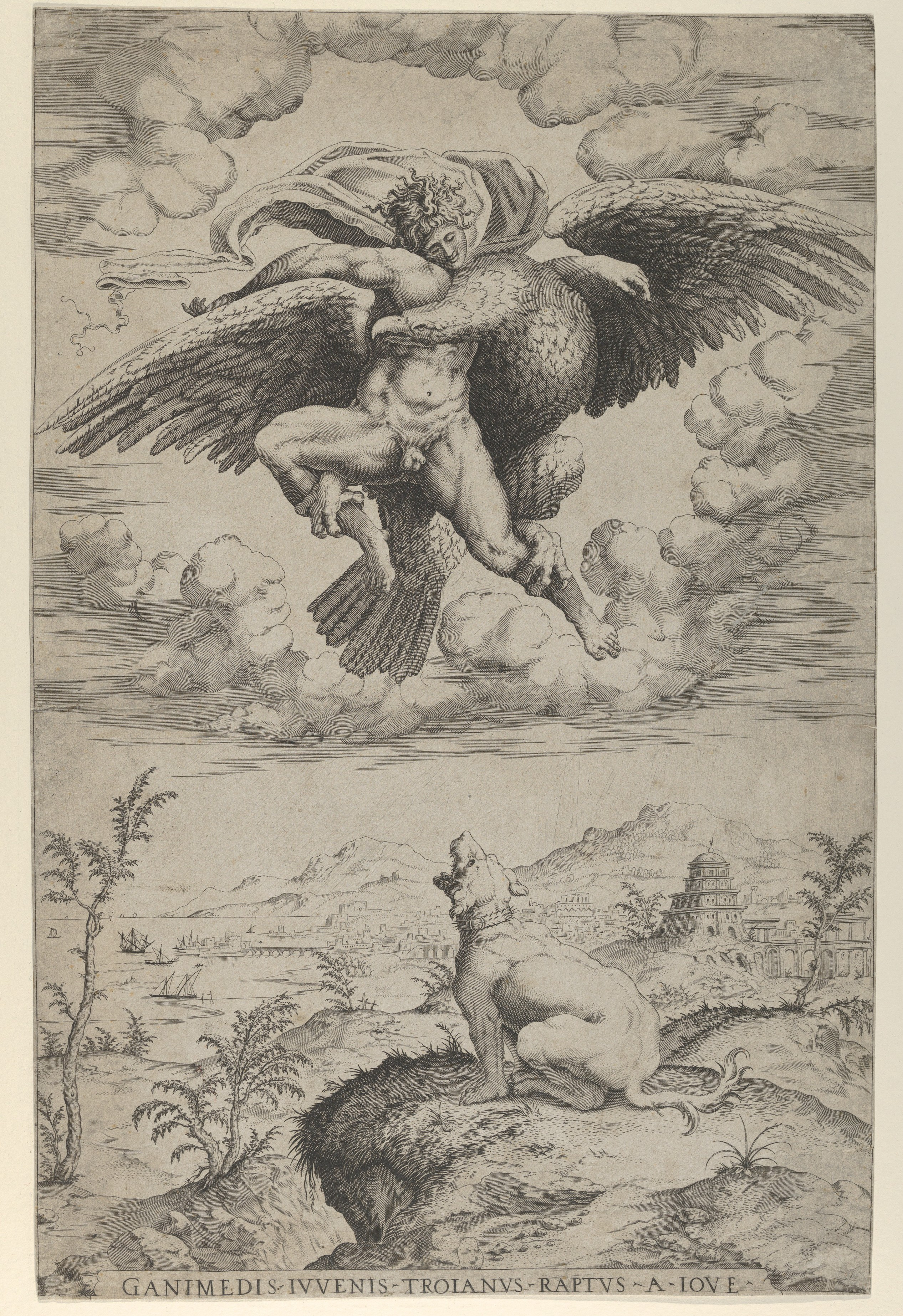
El rapto de Ganimedes (1542), grabado de Béatrizet según un dibujo de Miguel Ángel.

Nicolas Béatrizet, o Beautrizet, llamado en Italia «Nicola Beatricetto» (Lunéville, h. 1507-20-Roma, 1565) fue un grabador francés del Renacimiento, recordado principalmente por sus reproducciones de obras de Miguel Ángel y por los estudios anatómicos que grabó para el tratado de Juan Valverde de Amusco, Historia de la composición del cuerpo humano.

## Biografía y obra
Nació en fecha no conocida con precisión en Lunéville; aludió frecuentemente a su localidad natal con la firma latina «Lotharingus». Establecido en Italia, hubo de ser discípulo de Agostino Veneziano y Giorgio Ghisi.  
Trabajó en Roma entre 1540 y 1562 al servicio de los editores Antonio de Salamanca y Antonio Lafreri. Para ellos grabó una famosa serie de estudios anatómicos, según dibujos atribuidos a Gaspar Becerra, que aparecieron en la primera edición del tratado de Juan Valverde de Amusco, Historia de la composición del cuerpo humano (Roma, Antonio Martínez de Salamanca, 1556); libro numerosas veces reimpreso, siempre con las estampas de Béatrizet, tanto en Roma como en Venecia.
Repitió una plancha de Marco Dente, La masacre de los inocentes, casi seguramente a petición de Lafreri. La Calcografia Nazionale de Roma custodia diversas matrices grabadas por Béatrizet, e imprimió una edición de la citada, al igual que de El sacrificio de Ifigenia (un ejemplar, en la National Gallery de Washington).
Hacia 1560 grabó un fresco de Girolamo Muziano: Santa Isabel de Hungría visitando a los enfermos, pintado en 1559 en el Duomo de Foligno y luego destruido. Béatrizet difundió más diseños de Muziano; suya es una Sagrada Familia de la fundación Achenbach de San Francisco (Museo Legion of Honor).
Especializado en el grabado de reproducción, Béatrizet debe buena parte de su fama a sus estampas según Miguel Ángel. Terminó en 1562 un grabado muy ambicioso del Juicio Final de la Capilla Sixtina dividido en diez láminas, que es doblemente valioso por mostrar el mural antes de que Daniele da Volterra tapase varios desnudos. Otros diseños de Miguel Ángel igualmente grabados por Béatrizet son: La caída de Faetón, El rapto de Ganimedes y Ticio devorado por el buitre.
Béatrizet murió en Roma en 1565.